# Curse of the Azure Bonds
Curse of the Azure Bonds è un videogioco di ruolo pubblicato a partire dal 1989 per i computer Amiga, Apple II, Atari ST, Commodore 64, Mac OS e MS-DOS dalla Strategic Simulations. Le edizioni europee sono della U.S. Gold, mentre in Giappone la Pony Canyon pubblicò una conversione per PC-98. Si basa sul sistema Gold Box e sulle regole del gioco di ruolo da tavolo Advanced Dungeons & Dragons, svolgendosi in particolare nell'ambientazione Forgotten Realms. È il primo seguito di Pool of Radiance (1988) e fu seguito a sua volta da Secret of the Silver Blades (1990).
Curse of the Azure Bonds è anche un omonimo modulo per Advanced Dungeons & Dragons uscito lo stesso anno. Entrambi sono derivati dal romanzo Azure Bonds del 1988, scritto da Jeff Grubb e Kate Novak (ISBN 0-09-945501-3).
Romanzo, videogioco e modulo condividono la stessa trama a grandi linee e la stessa immagine di copertina, un disegno d'autore con una spadaccina in primo piano (parzialmente riprodotta anche sulle schermate introduttive, nelle versioni per computer a 16 bit).

## Trama
Un gruppo di avventurieri esperti nel mondo fantasy di Forgotten Realms si stava recando alla città di Tilverton per svolgere una missione, quando è caduto in un'imboscata in cui tutti i membri sono stati narcotizzati. Il gruppo si riprende abbandonato a Tilverton, senza più equipaggiamento, ma in salute e con un po' di denaro. Ogni avventuriero si ritrova inspiegabilmente cinque simboli magici impressi sul braccio, gli Azure Bonds (lett. "legami azzurri") del titolo. Il gioco ha inizio qui e ha come obiettivo scoprire cosa sia successo e liberarsi dei simboli.
In certe occasioni i personaggi scopriranno che i simboli hanno il potere di controllare le loro azioni; il primo ad esempio li obbligherà ad attaccare una carrozza reale, inimicandogli le guardie. Nell'avventura dovranno affrontare molti avversari più o meno strani, sconfiggendoli in battaglia, come nel caso della banda dei Fire Knives che controlla uno dei simboli, o convincendoli in qualche modo a collaborare, come nel caso di un gruppo di draghi.

## Modalità di gioco
Il funzionamento è simile a quello del precedente Pool of Radiance, con una trama molto più complessa e con varie migliorie, come incantesimi di alto livello e una maggiore varietà di mostri (tra le novità, elfi oscuri, minotauri, medusa, e il potente beholder), che lo rendono il primo titolo pienamente fedele alle regole di Advanced Dungeons & Dragons.
Il giocatore inizia con la creazione di un gruppo di avventurieri, di livello già avanzato, oppure può riutilizzare i personaggi precedentemente salvati in Pool of Radiance o in Hillsfar con la loro esperienza. Il gruppo può includere fino a sei personaggi e si potranno eventualmente aggregare altri due personaggi non giocanti. I personaggi nuovi si definiscono scegliendo la razza (umano, elfo, nano, gnomo, halfling e mezz'elfo), il genere, la classe (in alcuni casi anche più di una), l'allineamento, le sei caratteristiche (accettando o meno le determinazioni casuali fatte dal computer) e l'aspetto della pedina nelle battaglie tattiche.
Sono disponibili le classi di Pool of Radiance (guerriero, sacerdote, mago e ladro) più due nuove, paladino e ranger, come nella seconda edizione di Advanced Dungeons & Dragons.
Durante l'esplorazione il gioco utilizza una visuale in prima persona statica, orientabile nelle quattro direzioni, che cambia istantaneamente passando da un luogo a uno adiacente. Lo schermo è diviso in aree, per visualizzare le informazioni testuali e i menù e sottomenù di controllo (tutto in inglese e scritto con caratteri in stile gotico; la versione PC-98 è in giapponese), mentre una piccola finestra è dedicata alla visuale sul luogo attuale o sul personaggio con il quale si sta interagendo. Al posto della visuale 3D si può far mostrare una mappa delle zone circostanti conosciute. Per gli spostamenti a larga scala si visualizza una mappa in grande del territorio di ambientazione, dove selezionare la destinazione e il metodo di viaggio. Ulteriori schermate di solo testo servono a gestire alcuni aspetti di dettaglio come l'equipaggiamento.
Le descrizioni testuali degli eventi possono contenere indizi associati a rimandi numerici; questi sono riferimenti a precisi paragrafi dell'Adventurers Journal, uno dei manuali cartacei allegati al gioco, dove si possono trovare maggiori dettagli e informazioni importanti.
L'interazione pacifica possibile con i personaggi non giocanti è limitata e prevede la scelta di un atteggiamento come "strafottente", "falsamente umile", ecc.
Durante i combattimenti, lo schermo passa a una visuale isometrica più estesa, a scorrimento, con i singoli membri del gruppo e creature nemiche rappresentati come pedine indipendenti. L'azione è a turni e si possono muovere tutti i personaggi, uno alla volta nell'ordine determinato dal computer, su una griglia invisibile di caselle quadrate. Le azioni possibili sono analoghe a quelle del gioco di ruolo da tavolo, inclusi attacchi in corpo a corpo e a distanza, uso di azioni magiche e di oggetti. 
In generale può volerci molto tempo a terminare una battaglia.
Si può scegliere la modalità Quick per far controllare i propri personaggi dal computer, utile per accelerare gli scontri più semplici.

## Accoglienza
Curse of the Azure Bonds fu ben accolto dalla critica internazionale, ricevendo giudizi complessivi medi intorno al 75-80% almeno per quanto riguarda le più note versioni Amiga, Atari ST, Commodore 64 e MS-DOS.
Secondo The Games Machine, una delle riviste più entusiaste (voto versione DOS 90%), il gioco era molto migliorato rispetto al già buono predecessore Pool of Radiance. D'altra parte è simile al predecessore e secondo Guida Videogiochi mancava totalmente dì originalità, risultando interessante solo per i fan del genere, mentre K lo considera più incentrato sul combattimento che sulla riflessione e soluzione di problemi, e ritiene che per gli amanti di queste ultime sia preferibile Ultima; comunque i giudizi delle due riviste sono positivi.
Secondo la Strategic Simulations, le vendite di Curse of the Azure Bonds furono buone quasi quanto quelle del precedente Pool of Radiance e ammontarono a 179 795 copie. Di queste, 68 622 copie sono della versione Commodore 64, più di un terzo del totale, una fetta notevole nonostante il Commodore 64 fosse ormai datato.
Il gioco vinse agli Origins Awards 1989 nella categoria "miglior gioco per computer fantasy o di fantascienza".